# 山鼻9条停留場
山鼻9条停留場（やまはなくじょうていりゅうじょう）は、北海道札幌市中央区にある札幌市交通事業振興公社（札幌市電）山鼻線の停留場である。停留場番号はSC20。山鼻線の通る西7丁目通と菊水旭山公園通との交差点に位置する。
当停留場から隣の東本願寺前停留場までの間は、現存路線中では最も勾配の大きな区間となっている。

## 歴史
- 1923年（大正12年）8月25日 「中島橋通」の名称で停留場開業。
- 1957年（昭和32年）7月8日 「山鼻9条」に改称。
- 1962年（昭和37年）6月1日 「中央保健所前」に改称。
- 1993年（平成5年）4月29日 札幌市中央保健所が移転したことに伴い、「山鼻9条」に再改称。
- 2015年（平成27年）4月1日 停留場番号を設定[2]。

## 停留場構造
2面2線の対向式。交差点を挟んで南側の南9条西6丁目に内回り（東本願寺前方面）、北側の南8条西6丁目に外回り（中島公園通方面）の乗り場があり、安全地帯が設けられている。安全地帯にはロードヒーティングが施され、上屋が設置されている。

## 停留場周辺
- セイコーマート本社
- 中島公園
- 南警察署南九条交番
- 北洋銀行東屯田支店
- 札幌エクセルホテル東急
- プレミアホテル 中島公園 札幌
- 札幌パークホテル
- 札幌市営地下鉄南北線中島公園駅（乗継指定駅）
- ジェイ・アール北海道バス（琴似営業所）「南9条西7丁目」停留所[3]

## 隣の停留場
札幌市交通局
山鼻線
中島公園通停留場 (SC19) - 山鼻9条停留場 (SC20) - 東本願寺前停留場 (SC21)